# Märta Ternstedt
Märta Judit Ternstedt Christensson, född Ternstedt 14 mars 1915 i Annedal, Göteborg, död 14 november 1994 i Johannebergs församling i Göteborg, var en svensk skådespelare och operettsångerska.

## Biografi
Märta Ternstedt var en folkkär göteborgsprofil, kallad Våran lella Märta. Hon debuterade i baletten på Stora Teatern i Göteborg 1931; efter en tid i kören avancerade hon till solouppgifter. Första rollen var som Azury i operetten Ökensången 1939. Hon var engagerad vid Storan fram till sin pensionering 1968. Hon gästspelade på Göteborgs Stadsteater 1966 i rollen som Magdelone i Holbergs komedi Den jäktade. 1974 gestaltade hon Dolly Tate i Åke Falcks uppsättning av musikalen Annie get your gun på Scandinavium i Göteborg.
Senare blev Lisebergsteatern något av en hemmascen för Märta Ternstedt, där spelade hon mot Nils Poppe i Fars lille påg 1975, var revyprimadonna hos Hagge Geigert 1977 och 1980, medverkade i folklustspelet Baldevins bröllop med Sten-Åke Cederhök 1988 och slutligen gjorde en liten roll i farsen Panik på kliniken 1993.
För svenska folket blev hon känd som bondmoran Jenny Löfgren i fem omgångar av TV-serien Hem till byn 1971–1995. Hon medverkade även i TV-underhållningen Blå gatan 1966 och i Galenskaparna och After Shaves långfilm Leif 1987.
Märta Ternstedt är begravd på Kvibergs kyrkogård i Göteborg.

## Filmografi i urval
- 1966 – Blå gatan (TV-serie)
- 1969 – Friställd (TV-serie)
- 1971–1995 – Hem till byn (TV-serie)
- 1974 – Albert & Herbert (TV-serie)
- 1974 – Brända tomten
- 1987 – Leif
- 1991 – Villfarelser (TV-film)
- 1994 – Panik på kliniken

## Teater

### Roller (ej komplett)
| År   | Roll         | Produktion                                                          | Regi           | Teater           |
| ---- | ------------ | ------------------------------------------------------------------- | -------------- | ---------------- |
| 1954 |              | Oh, mein Papa (Das Feuerwerk) Paul Burkhard                         | Lars Barringer | Stora Teatern    |
| 1974 | Dolly Oakley | Annie Get Your Gun Irving Berlin, Dorothy Fields och Herbert Fields | Åke Falck      | Scandinavium     |
| 1975 |              | Fars lille påg Franz Arnold och Ernst Bach                          | Hans Bergström | Lisebergsteatern |